# Marcus Uhlig
Marcus Uhlig (* 22. Februar 1971 in Kamp-Lintfort) ist ein deutscher Fußballfunktionär.

## Werdegang
Marcus Uhlig war als Fußballspieler aktiv für den TuS Rheinberg 08, den SV Millingen sowie in der Landesliga für den MSV Moers. Als Jugendlicher war er Anhänger von Rot-Weiss Essen. Ein Wechsel zu Rot-Weiss war im Gespräch, wurde von Uhligs Eltern jedoch abgelehnt. Nachdem er 1990 am Amplonius-Gymnasium in Rheinberg das Abitur bestanden hatte zog Uhlig nach Bielefeld, um an der dortigen Universität ein Jurastudium aufzunehmen. Zusammen mit dem Journalisten Jens Kirschneck gründete Uhlig Anfang 2000 das Medienburo 24/7. Ein Jahr später gründete Uhlig das regionale Fußballmagazin football.owl für die Region Ostwestfalen-Lippe. Ab 2003 arbeitete das Medienburo als Dienstleister für Arminia Bielefeld und erstellte zunächst die Stadionzeitung Halbvier und später auch die Homepage des Vereins. Außerdem war das Büro auch für eine Imagekampagne verantwortlich, mit der die Arminia ihre Mitgliederzahl deutlich steigern konnte. Zum hundertjährigen Vereinsjubiläum schrieb Uhlig zusammen mit seinen Partnern Jens Kirschneck, Olaf Bentkamper, Volker Backes und Julien Lecoeuer das Buch 100 Jahre Leidenschaft.
Später wurde Uhlig zum Pressesprecher des Vereins ernannt und übernahm im Sommer 2011 auf Vorschlag des damaligen Geschäftsführers Ralf Schnitzmeier auch das Amt des Teammanagers. Im September 2011 wurde Schnitzmeier entlassen und Uhlig übernahm zunächst interimsweise den Posten des Geschäftsführers, den er später ganz übernahm. Im Juli 2015 beendete Uhlig seine Tätigkeit als Geschäftsführer auf eigenen Wunsch. Nach eigener Aussage betrieb er von den 47 Monaten seiner Amtszeit gefühlte 45 Monate Krisenmanagement, was bei ihm auch zu gesundheitlichen Problemen bis hin zum Erschöpfungssyndrom führte. Sein Nachfolger wurde Gerrit Meinke. Anschließend übernahm Uhlig am 1. Oktober 2015 das Bielefelder Sportgeschäft Strafraum, dass bereits nach sieben Monaten Insolvenz anmelden musste. Anschließend übernahm er temporäre Beratungsmandate auf ehrenamtlicher Basis für den Regionalligisten Wuppertaler SV, den VfR Wellensiek sowie für das Integrationsprojekt Bielefeld United. Von November 2017 bis Juni 2024 war er als Vorstand des Drittligisten Rot-Weiss-Essen tätig. Im Januar 2025 wurde er zum Vorstandsvorsitzenden von Rot-Weiß Oberhausen berufen.
Im Sommer 2017 gehörte er zu den Mitbegründern des Sentana Freundeskreis, der sich um den Tierschutz kümmert.